# توماس فونيرو

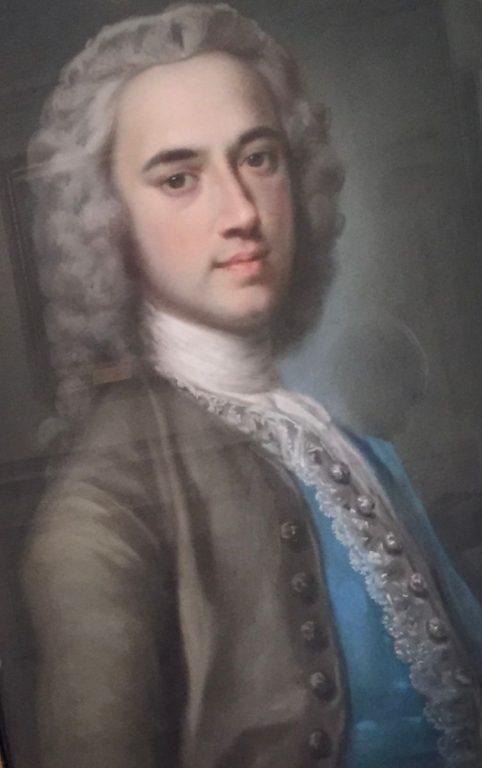

توماس فونيرو (27 أكتوبر 1699، في لندن – 20 مارس 1779) كان تاجرًا بريطانيًا كان عضوًا في مجلس العموم بين عامي 1741 و1779.

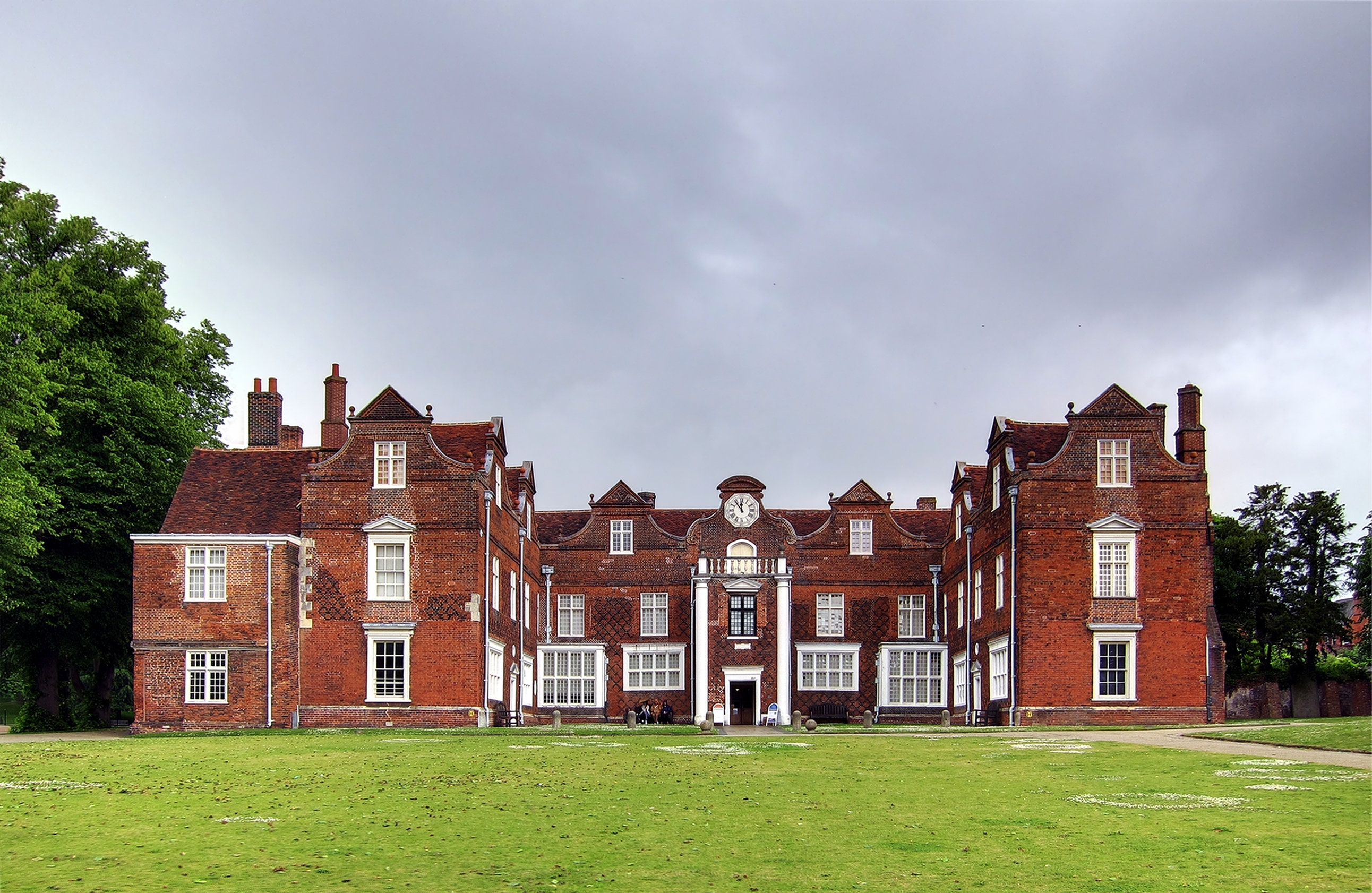
قصر كرايستشيرش، إبسويتش

كان فونريو الابن الأكبر لكلود فونيرو ، وهو تاجر هوجوينوت ثري استقر في إبسويتش.  خلف والده عام 1740، ورث ممتلكاته، والتي تضمنت قصر كرايستشيرش في إبسويتش .
عاد إلى Sudbury في عام 1741، واستمر في الجلوس لتلك الدائرة الانتخابية حتى عام 1768، عدة تلك السنوات بالاشتراك مع توماس والبول ، وهو اتصال تجاري.  ومع ذلك، احتفظ بمصالحه في سوفولك وكان عضوًا في جمعية مصايد الأسماك البريطانية الحرة ،  وكذلك نائبًا عن دائرة ألديبورغ في نهاية حياته، وخدم لفترة وجيزة جنبًا إلى جنب مع شقيقه زاكاري فيليب فونيرو . 
توفي غير متزوج عام 1779 وخلفه أخوه الدكتور كلوديوس فونيرو (1701-1785).